# Renault Fiftie
La Renault Fiftie est un concept car présenté au Salon de l'automobile de Genève en mars 1996, pour marquer le cinquantième anniversaire du lancement de la 4CV.

## Histoire
La proposition de créer une voiture de style vintage est avancée par la direction de la communication et du marketing de Renault en 1995. L'idée est née dans le sillage du grand succès de la Volkswagen Concept One, le prototype qui donnera plus tard vie à la New Beetle. L'anniversaire de la Renault 4CV, voiture fondamentale dans l'histoire du constructeur français, représente une occasion idéale pour créer un modèle au style rétro.
Dans un premier temps, le centre de style Renault, dirigé par Patrick Le Quément, émet un avis négatif sur le projet. La principale motivation étant l'incohérence perçue avec le langage stylistique de l'époque, très futuriste et innovant, comme en témoigne la première génération des modèles Twingo et Mégane. Finalement, la direction de Renault approuve l'idée de la Fiftie et confie la tâche de concevoir le concept-car au jeune Benoit Jacob, alors membre du centre de style du constructeur automobile,.
Bien que rappelant les lignes et certains éléments stylistiques de la Renault 4 CV, la Fiftie n'est pas une réplique, mais une proposition contemporaine d'une voiture dédiée aux loisirs. Ce concept car est bien accueilli au Salon automobile de Genève 1996, mais n'a jamais été produit, Renault ne manifestant à l'époque aucun intérêt pour le secteur des voitures néo-rétro.

## Caractéristique techniques
La Fiftie utilise le cadre en aluminium du Renault Spider et une carrosserie en fibre de carbone. Son habitacle utilise largement du coton, le lin et le rotin, avec un panier de pique-nique dissimulé dans le coffre. Le toit de style Targa est composé de quatre panneaux amovibles qui pouvent se ranger dans un compartiment dédié sous la lunette arrière, elle aussi rabattable à plat,.
La Fiftie est entièrement en état de rouler, partageant la majeure partie du châssis, de la suspension et de la mécanique de la Spider, le tout associé au moteur quatre cylindres D7F Renault de 1,2 litre à 8 soupapes, qui a ensuite été utilisé sur la Twingo. Ce moteur, d'une cylindrée de 1149 cm³ délivrant 60 ch, est ici placé en position centrale avec une transmission à propulsion.
Après avoir présenté la Fiftie, Renault a cependant choisi de ne pas la développer davantage.

## Style
Dessinée par Benoît Jacob sous la direction de Patrick le Quément, alors vice-président du design corporate de Renault, la Fiftie a une carrosserie aux lignes arrondies avec des proportions équilibrées et un style dynamique de type berlinette coupé sport Targa. Elle a seulement deux portes alors que son ancêtre, dont elle s'inspire fortement, avait quatre portes avec un moteur à l'arrière.
La concept-car porte de nombreuses références à la 4 CV, comme les « barres à moustache » chromées horizontales sur la face avant avec des phares distinctifs en forme d'apostrophe, ainsi que les bouches d'aération sur le capot arrière. La carrosserie est faite en fibre de carbone et comprend des éléments innovants, tels que les prises d'air latérales qui cachent les serrures d'ouverture des portes et les feux arrière en « sablier », un design repris plus tard sur la Renault Avantime. La peinture est d'une couleur jaune métallisée brillante, faisant honneur au surnom de « motte de beurre » de la 4 CV.
La Fiftie fait partie de la tendance design néo-rétro, à l'instar de la Volkswagen New Beetle, la Mini Cooper et la Fiat 500. La carrosserie est réalisée en carbone. L'habitacle est constitué de matériaux de rembourrage innovants, tels que les panneaux de portes en rotin tandis que les sièges sont en lin et coton. Le tableau de bord présente un grand écran central surmonté d'instruments analogiques au look rétro. Le volant et les pédales sont réglables en longueur alors que les sièges sont fixes.